# Prefacio litúrgico
El prefacio es una oración que, en el rito romano de la Iglesia católica, concluye el ofertorio e introduce el canon de la Misa, que es donde se incluye la consagración. Se trata de una oración de acción de gracias y se pronuncia todos los días del año. Con esta oración "la Iglesia da gracias al Padre, por Cristo, en el Espíritu Santo, por todas sus obras, por la creación, la redención y la santificación. Toda la asamblea se une entonces a la alabanza incesante que la Iglesia celestial, los ángeles y todos los santos cantan al Dios tres veces santo".
Comienza con un diálogo entre el sacerdote y el pueblo, para concluir con una oración variable del sacerdote, que introduce el Sanctus.
PREFACIO prólogo, introducción.
Su fórmula es la siguiente.
S/ Dominus vobiscum. S/ 'El Señor esté con vosotros.'
R/ Et cum spiritu tuo. R/ 'Y con tu espíritu'.
S/ Sursum corda. S/ 'Levantemos el corazón.'
R/ Habemus ad Dominus. R/ 'Lo tenemos levantado hacia el Señor'.
S/ Gratias agámus Domino Deo nostro. S/ 'Demos gracias al Señor, Nuestro Dios.'
R/ Dignum et iustum est. R/ 'Es justo y necesario'.
S/ Vere dignum et iustum est.... S/ 'En verdad es justo y necesario...'
[Oración del Prefacio cantada por el sacerdote]
R/ Sanctus. R/ 'Santo, santo, santo es el Señor...'
Como ejemplo de la oración del Prefacio:
Prefacio de Santa María Virgen I
En verdad es justo y necesario, es nuestro deber y salvación, darte gracias siempre y en todo lugar, Señor,
Padre Santo, Dios todopoderoso y eterno. Y alabar y bendecir y proclamar tu gloria en la fiesta de Santa María
siempre virgen. Porque ella concibió a tu único Hijo por obra del Espíritu Santo, y, sin perder la gloria de su
virginidad, derramó sobre el mundo la Luz eterna, Jesucristo, Señor nuestro. Por él, los ángeles y los
arcángeles y todos los coros celestiales, celebran tu gloria unidos en común alegría. Permítenos asociarnos a
sus voces cantando humildemente tu alabanza.
Normalmente, el Prefacio se canta siguiendo fórmulas salmódicas, introduciendo el Sanctus, que es parte del Ordinario, independientemente de su modalidad.